# Macchie di Brushfield

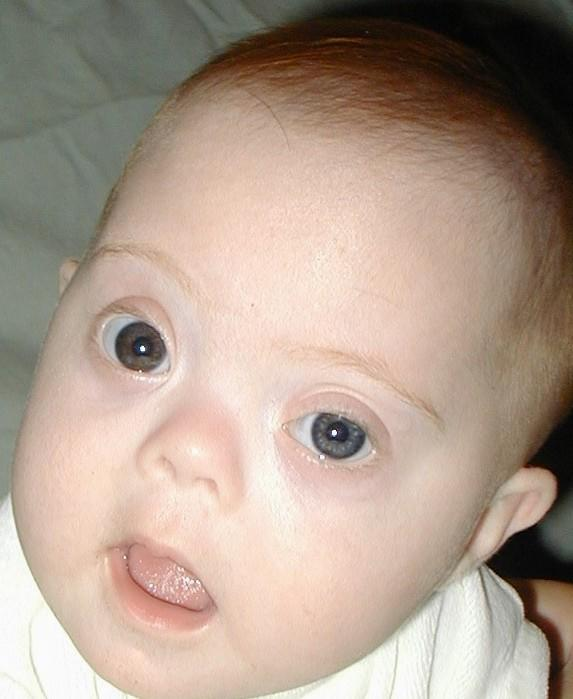
Immagine di un bambino affetto da sindrome di Down in cui è possibile notare la patologia nell'iride.

Le macchie di Brushfield sono macchie bianche o grigio/marroni che si formano nell'iride dell'occhio umano, in seguito a un'eccessiva aggregazione di tessuto connettivo.

## Storia
La malattia è stata descritta per la prima volta dallo psichiatra inglese Thomas Brushfield nel 1924, nella propria tesi di laurea.

## Epidemiologia
Le macchie di Brushfield sono un segno presente nei bambini affetti dalla Sindrome di Down, i quali hanno il 35% di possibilità di svilupparle.